# Adolfo Casais Monteiro
Adolfo Vítor Casais Monteiro (* 4. Juli 1908 in Porto, Portugal; † 24. Juli 1972 in São Paulo, Brasilien) war ein portugiesischer Schriftsteller, der vor allem als Lyriker und Essayist tätig war. Daneben war er auch Literaturwissenschaftler und politischer Aktivist.

## Leben
Adolfo Vítor Casais Monteiro, bekannt als Adolfo Casais Monteiro, wurde 1908 in einem liberalen portuenser Elternhaus geboren. An der Literarischen Fakultät der Universität Porto studierte er Philosophie und Geschichte, später kam in Coimbra noch ein Studium der Pädagogik dazu. 1933 beendete er sein Studium und arbeitete an diversen Gymnasien in Porto als Lehrer.
Seine literarische Karriere begann 1929, mit Confusão, das er in der damals führenden portugiesischen Literaturzeitschrift A Aguia veröffentlichte. Sein erstes eigenes Buch wurde 1933 der Essayband Considerações Pessoais. Von 1931 bis 1940 war er einer der drei Chefredakteure der zweiten großen Literaturzeitung Portugals, der Presença. Zeitlebens verband ihn eine tiefe Freundschaft mit dem portugiesischen Philosophen Leonardo Coimbra, dessen Werk Monteiro stark beeinflusste.
In derselben Zeit war er auch politisch tätig und wurde Mitglied der Bewegung „Renovação Democratia“ und war seither starken Repressionen des Salazar-Regimes ausgesetzt. Daher musste er ab 1954 ins politische Asyl nach Brasilien auswandern, wo er als Universitätsprofessor für Portugiesische Literatur an den Universitäten von Rio de Janeiro, São Paulo und Salvador da Bahia tätig war. Gleichzeitig schrieb er weiterhin für führende Zeitungen und Literaturmagazine in Brasilien und wurde dort Mitglied der „Movimento da Unidade Democratia – MUP“, die sich für eine Demokratisierung Portugals aus dem Ausland starkmachte.
Als Übersetzer übertrug er unter anderen Tolstoi, Unamuno, Balzac, Sartre, Diderot und Kierkegaard ins Portugiesische.
Seine ebenfalls langjährige Freundschaft zu dem Professor und Schriftsteller Jorge de Sena brachte ihm eine Gastprofessur von einem Semester an der University of Wisconsin–Madison, USA, ein.
Literaturgeschichtlich bedeutend jedoch ist sein Briefwechsel mit Fernando Pessoa, der aufschlussreich Informationen über das Werk Pessoas gibt.
Casais Monteiro war verheiratet und hatte einen Sohn. Er starb 1972 in São Paulo an Herzbeschwerden.

## Werke
- 1933: Poemas do tempo incerto. Coimbra 1933.
- 1935: Considerações pessoais. 1935. Neuausgabe: Imprensa Nacional – Casa da Moeda, Lisboa 2004, ISBN 972-27-1307-8.
- 1935: A poesia de Ribeiro Couto. Coimbra 1935.
- 1940: De pés fincados na terra : ensaios. Ed. Inquérito, Lisboa 1940. Neuausgabe: Imprensa Nacional – Casa da Moeda, Lisboa 2006, ISBN 972-27-1511-9.
- 1940: Sôbre o romance contemporâneo. Ed. Inquérito, Lisboa 1940. (Cadernos culturais „Inquérito“. 34).
- 1940: Manuel Bandeira : estudo sôbre a sua poesia, seguido de um antologia. Ed. Inquérito, Lisboa 1940. Verschiedene Auflagen, zuletzt 1958.
- 1945: Adolescents : romance. 1945. Neuausgabe: Imprensa Nacional – Casa da Moeda, Lisboa 2000, ISBN 972-27-1018-4.
- 1946: Europa. Confluênca, Lisboa 1946.
- 1946: A poesia de Jules Supervielle. Ed. Conflu/encia 1946?.
- 1950: O romance e os seus problemas. Casa do Estudante do Brasil, Lisboa 1950.
- 1954: Fernando Pessoa. Ed. Inquérito, Lisboa 1954.
- 1954: Vôo sem pássaro dentro : seguido de alguns poemas 1944–1952 ; poesia. Ed. Ulisseia, Lisboa 1954.
- 1956: Uma tese e algumas notas sôbre a arte moderna. Ministério da Educação e Cultura, Rio de Janeiro 1956. (Os Cadernos de cultura. 95).
- 1957: Antero de Quental : Poesia e prosa. AGIR, Rio de Janeiro 1957. Verschiedene Auflagen, zuletzt 1967.
- 1958: Estudos sôbre a poesia de Fernando Pessoa. AGIR, Rio de Janeiro 1958.
- 1959: A poesia da „Presença“ : estudo e antologia. Ministério da Educação e Cultura, Rio de Janeiro 1959. Neuauflage: Moraes, Lisboa 1972; Livros cotovia, Lisboa 2003, ISBN 972-795-071-X.
- 1960: Poesias escolhidas. Imprensa Oficial da Bahia, Salvador 1960.
- 1961: Clareza e mistério da crítica. Ed. Fundo de Cultura, Rio de Janeiro 1961. Neuausgabe: Imprensa Nacional – Casa da Moeda, Lisboa 1998, ISBN 972-27-0925-9.
- 1964: O romance : teoria e crítica. José Olympio, Rio de Janeiro 1964.
- 1969: Poesia completas: 1929–1969. Portugália Ed., Lisboa 1969. Neuausgabe: Imprensa Nacional – Casa da Moeda, Lisboa 1993, ISBN 972-27-0662-4.
- 1970: Poesia. 5. Auflage. AGIR, Rio de Janeiro 1970.
- 1972: Figuras e problemas da literatura Brasileira contemporânea. Instituto de Estudos Brasileiros, São Paulo 1972. (Publicações do Instituto de Estudos Brasileiros. 25).
- 1972: A palavra essencial : estudos sôbre a poesia. Co. Ed. Nacional/Ed. da Universidade de São Paulo 1965. Neuausgabe: Ed. Verbo, Lisboa 1972.

Posthum erschienen:
- 1974: O pais do absurdo : textos políticos. Printipo, Lisboa 1974. Neuausgabe: Imprensa Nacional – Casa da Moeda, Lisboa 2007, ISBN 978-972-27-1551-5. Erstausgabe: Printipo, Lisboa 1974.
- 1977: A poesia portuguesa contemporânea . Livraria Sá da Costa, Lisboa 1977.
- 1983: Artigos de Adolfo Casais Monteiro publicado no supl : literário de „O Estado de São Paulo“. Universidade Estadual Paulista, Araraquara 1983. 2 Bände.
- 1984: Estrutura e autenticidade na teoria e na crítica literárias. Imprensa Nacional – Casa da Moeda, Lisboa 1984.

Obras completas in der Imprensa Nacional – Casa da Moeda:
- 1993: Poesia completas: 1929–1969. 1993. Erstausgabe 1969.
- 1995: O movimento da Presença : O que foi e o que não foi. Imprensa Nacional – Casa da Moeda, Lisboa 1995, ISBN 972-27-0797-3.
- 1998: Clareza e mistério da crítica. 1998. Erstausgabe 1961.
- 1999: A poesia de Fernando Pessoa. Imprensa Nacional – Casa da Moeda, Lisboa 1999, ISBN 972-27-0961-5. - 2. Aufl. war 1985. = noch zu klären
- 2000: Adolescents : romance. 2000. Erstausgabe 1945.
- 2003: Melancolia do progresso. Imprensa Nacional – Casa da Moeda, Lisboa 2003, ISBN 972-27-1198-9.
- 2004: Considerações pessoais. 2004. Erstausgabe 1935.
- 2006: De pés fincados na terra : ensaios. 2006. Erstausgabe 1940.
- 2007: O pais do absurdo : textos políticos. 2007. Erstausgabe 1974.

### Briefe
- Cartas a sua mãe. Imprensa Nacional – Casa da Moeda, Lisboa 2008, ISBN 978-972-27-1623-9.
- Cartas em família : correspondência entre o escritor e seus pais ; 1929–1943. Imprensa Nacional – Casa da Moeda, Lisboa 2008, ISBN 978-972-27-1624-6.